# CSM București (handboll)
Clubul Sportiv Municipal București (CSM București) är ett professionellt damhandbollslag från Bukarest i Rumänien, bildat 2007. Lagets största merit är segern i Champions League 2016.

## Spelartrupp 2023/2024
| Nr | Land      | Pos | Namn               |
| -- | --------- | --- | ------------------ |
| 1  | Frankrike | MV  | Laura Glauser      |
| 12 | Norge     | MV  | Marie Davidsen     |
| 16 | Sverige   | MV  | Evelina Eriksson   |
| 32 | Rumänien  | MV  | Ioana Nita         |
| 2  | Rumänien  | H6  | Mihaela Mihai      |
| 3  | Norge     | V9  | Emilie Arntzen     |
| 4  | Rumänien  | V6  | Ramona Apușcăroaie |
| 5  | Rumänien  | M9  | Maria Voicu        |
| 7  | Frankrike | M9  | Grâce Zaadi        |
| 8  | Rumänien  | V9  | Cristina Neagu     |
| 9  | Rumänien  | M9  | Andreea Rotaru     |
| 10 | Rumänien  | V9  | Ștefania Stoica    |
| 11 | Rumänien  | V9  | Bianca Ciubotaru   |
| 14 | Serbien   | H6  | Željka Nikolić     |

| Nr | Land      | Pos | Namn                 |
| -- | --------- | --- | -------------------- |
| 17 | Slovenien | M9  | Elizabeth Omoregie   |
| 18 | Spanien   | V6  | Jennifer Gutiérrez   |
| 20 | Frankrike | H9  | Laura Flippes        |
| 21 | Rumänien  | V6  | Alexandra Dindiligan |
| 22 | Rumänien  | M6  | Katia Supiala        |
| 23 | Rumänien  | M6  | Larisa Luca          |
| 25 | Danmark   | H6  | Trine Østergaard     |
| 28 | Polen     | H9  | Monika Kobylińska    |
| 31 | Rumänien  | H9  | Cristina Morogan     |
| 40 | Rumänien  | H9  | Irina Maxim          |
| 49 | Rumänien  | M6  | Andreea Ailincăi     |
| 51 | Norge     | M6  | Vilde Ingstad        |
| 77 | Rumänien  | M6  | Crina Pintea         |

## Spelare i urval
- Paula Ungureanu (2016–2019)
- Oana Manea (2014–2019)
- Cristina Vărzaru (2012–2017)
- Aurelia Brădeanu (2015–2017)
- Iulia Curea (2014–2020)
- Talida Tolnai (2014–2015)
- Patricia Vizitiu (2014–2015)
- Mihaela Tivadar  (2014–2015)
- Denisa Dedu (2019–2021)
- Fernanda da Silva (2014–2016)
- Deonise Fachinello (2014–2015)
- Ana Paula Belo (2014–2016)
- Mayssa Pessoa (2014–2016)
- Eduarda Amorim (2022)
- Samara da Silva (2022)
- Isabelle Gulldén (2015–2018)
- Linnea Torstensson (2014–2017, 2019–2020)
- Nathalie Hagman (2017–2019)
- Sabina Jacobsen (2017–2019)
- Nora Mørk (2019–2020)
- Marit Malm Frafjord (2017–2018)
- Amanda Kurtović (2017–2019)
- Malin Aune (2021–2023)
- Jovanka Radičević (2018–2019)
- Majda Mehmedović (2016–2019)
- Andrea Klikovac (2019–2023)
- Ema Ramusović (2021–2023)
- Siraba Dembélé (2020–2023)
- Camille Ayglon-Saurina (2016–2018)
- Gnonsiane Niombla (2016–2018)
- Kalidiatou Niakaté (2022–2023)
- Tess Wester (2021–2022)
- Yvette Broch (2021–2022)
- Martine Smeets (2020–2022)
- Maria Fisker (2015–2016)
- Line Jørgensen (2015–2018)
- Andrea Lekić (2018–2020)
- Dragana Cvijić (2018–2021)
- Carmen Martín (2014–2017, 2019–2022)
- Alexandrina Cabral (2020–2021)
- Ekaterina Vetkova (2014–2016)
- Marina Sudakova (2022-2023)
- Jelena Grubišić (2015-2022)
- Barbara Lazović (2018–2019, 2020–2022)
- Anastasia Lobach (2016–2018)
- Iryna Glibko (2013–2015)